# Rosamund Lupton
Rosamund Lupton (nacida en Reino Unido en 1964) es una novelista británica.

## Biografía
Rosamund Lupton (1964) estudió Literatura Inglesa en la Universidad de Cambridge. Ganó la competición de nuevos guionistas de Carlton Television y fue seleccionada por la BBC para asistir a su curso de nuevos guionistas. Formó parte del grupo de escritores del Royal Court Theatre. Ha sido columnista y crítica literaria en Literary Review. Actualmente vive en Londres junto a su marido y sus dos hijos.
Rosamund Lupton es conocida por haber desbancado a Stieg Larsson del número uno de la lista de más vendidos de Reino Unido con su primera novela, Hermana.

## Hermana
Hermana, su primera novela, fue galardonada como la Mejor novela de debut en 2011 por el prestigioso Richard & Judy W.H.Smith Book Club. Permaneció más de 14 semanas en la lista de los más vendidos del Sunday Times, y el New York Times la ha catalogado como best seller. El libro ha sido traducido ya a 27 idiomas y ha vendido más de 500.000 ejemplares sólo en Reino Unido.  En España ya ha alcanzado la tercera edición.

## Obras

### Novelas
- Hermana (Sister, 2010)
- Después (Afterwards, 2012)
- The Quality of Silence (2015)